# Isla Dzhambayskiy
La isla Dzhambayskiy o también llamada isla Zhanbay (en kazajo: Жанбай аралы; en ruso: Ostrov Dzhambayskiy) es una isla baja y plana en el mar Caspio. Se encuentra al este de la desembocadura del río Volga.
La isla Zhanbay está separada de la costa de Kazajistán por un canal de 1,2 kilómetros de ancho. Tiene una longitud de 21,5 km y una anchura máxima de 7 km.
Administrativamente la isla Zhanbay pertenece a la Provincia de Atyrau de Kazajistán.